# Sinazongwe (Distrikt)
Sinazongwe ist einer von 15 Distrikten in der Südprovinz in Sambia und liegt am Kariba-Stausee. Er hat eine Fläche von 4814 km² und es leben 159.055 Menschen in ihm (2022). Verwaltungssitz ist der Ort Sinazongwe. Der Distrikt wurde 1992 von Gwembe abgespaltet.

## Geografie
Sinazongwe befindet sich etwa 180 Kilometer südlich von Lusaka. Der Distrikt erhebt sich im Nordwesten bis auf über 900 m und fällt nach Südosten, hin zum See, bis auf unter 500 m ab. Durch den Sambesi-Steilhang sind große Teile des Distrikts schwer zugänglich.
Der Distrikt grenzt im Westen an die Distrikte Zimba, Choma und Pemba, im Norden an Gwembe und im Südosten an die Provinz Matabeleland North auf der anderen Seite des Kariba-Stausees in Simbabwe.

### Klima
Das Klima ist relativ trocken mit weniger als 700 mm Niederschlag im Jahr. Die Durchschnittstemperaturen schwanken zwischen 20 und 25 °C. Im Sommer reichen sie bis 40 °C.

### Gewässer
Der Distrikt wird von einer Reihe von meist kleineren Bächen durchflossen. Sie haben ein hohes Gefälle und liegen die meiste Zeit des Jahres trocken. Neben dem Kariba gibt es noch 2 weitere Stauseen.

### Vegetation
Die vorherrschend Vegetation besteht aus Miombo-Wäldern aus verstreuten Mopane-Baumarten. In diesen offenen Wäldern gibt es viele wilde Früchte wie Mabuyu (Baobab-Frucht) und Busiika (Tamarinde), die für die Herstellung lokaler Getränke genutzt werden. Weitere nutzbare Waldprodukte sind Holz, Honig und Kräuter für die Medizin. Aufgrund der geringen Niederschläge ist das Gras außer in Überschwemmungsgebieten im gesamten Distrikt spärlich.

## Infrastruktur
Der Distrikt ist nicht besonders gut entwickelt. Die einzige Asphaltstraße im Distrikt führt von Batoka nach Maamba (2015). Die restlichen Straßen sind Schotterpisten. Es sind allerdings die Sanierung der Straßen und Wasseraufbereitungsanlagen anberaumt. Ebenso sind Energieversorgungsanlagen entlang dem See geplant, um den Tourismus zu fördern.

## Wirtschaft
Kohlebergbau und Tourismus bilden die wirtschaftlichen Standbeine des Distrikts. Maamba Collieries, das erste Wärmekraftwerk des Landes und die wiedereröffnete Collum-Mine sind die beiden Industriebetriebe in Sinazongwe.
Am Kariba-See und im Süden entwickelt sich ein Tourismusgürtel. Dort wird auch Krokodilzucht betrieben.

## Bevölkerung
Der Distrikt Sinazongwe besteht aus einem Wahlkreis mit 12 Wards. Maamba, Sinazongwe, Sinazeze und Malima sind die bevölkerungsreichsten von ihnen. In Maamba ist die Bevölkerung aufgrund des Kohlebergbaus hoch. In Sinazeze kreuzen sich drei Straßen, von Sinazongwe nach Maamba, Choma und Malima, was es zu einem Zentrum für Transport und Dienstleistungen macht. Malima ist der landwirtschaftliche Gürtel des Distrikts, aber in Buchi wird kommerzielle Landwirtschaft betrieben.
Traditionell ist Sinazongwe in zwei Häuptlingstümer unterteilt: Sinazongwe und Mweemba.
Die prominentesten ethnischen Gruppen im Distrikt sind die Valley Tonga, bekannt für ihre traditionelle Zeremonie namens Budima, ein Kriegstanz, welcher 2020 in die UNESCO-Liste des immateriellen Kulturerbes der Menschheit aufgenommen wurde.
In der Vergangenheit waren die Valley Tonga, abgesehen von ihrem Dialekt, an verschiedenen Tätowierungen im Gesicht und Löchern mit Stöcken an den Ohren und durch die Nase zu erkennen.
Das jährliche Bevölkerungswachstum von Sinazongwe liegt unter der Wachstumsrate der Provinz und beträgt 1,2 Prozent.